# پادشاهی آلان‌ها و وندال‌ها

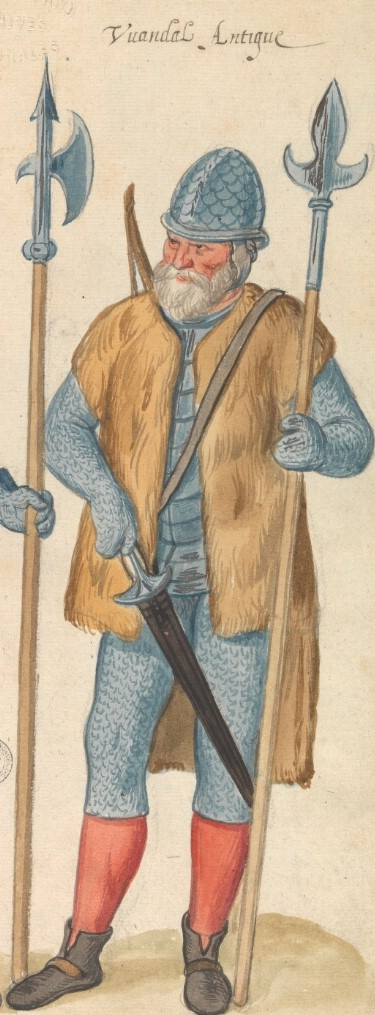
تصویر سده شانزدهمی از وندال‌ها

پادشاهی وَنْدال‌ها یا پادشاهی آلان‌ها و وَنْدال‌ها حکومتی بود که توسط نیروهای مشترک آلان‌ها و وندال‌ها در دریای مدیترانه و شمال آفریقا تأسیس شد و در نهایت به‌دست امپراتوری بیزانس منقرض شد.
وَندال‌ها از مردمان ژرمن از گروه ژرمن های شرقی بودند که به زبان وندالی که از زبانهای ژرمنی خاوری بود گپ میزدند و آلان‌ها که از مردمان ایرانی شمالی در دوران باستان بودند. نام آلان‌ها صورتی از واژه آریا است. بازماندگان این قوم که در اوستیا در منطقهٔ مرزی میان روسیه و گرجستان زندگی می‌کنند، قومیت و زبان خود را ایرون می‌نامند. حماسه نرت حماسه ملی مردمان ایرانی‌تبار قفقاز شمالی و مردمان بازماندۂ آلان است.
این سلسله با استقرار در شمال آفریقا خسارت بزرگی بر امپراتوری روم غربی وارد کرد، زیرا سرزمین‌های آفریقایی روم، مهم‌ترین منبع تأمین کننده غلات امپراتوری بود. علاوه بر سرزمین باستانی کارتاژ، جزایر بزرگ مدیترانه از جمله سیسیل، ساردینیا و کورس را تحت حکومت داشتند.